# Myrsine hosakae
Myrsine hosakae är en viveväxtart som beskrevs av St. John. Myrsine hosakae ingår i släktet Myrsine och familjen viveväxter. Inga underarter finns listade i Catalogue of Life.